# (4261) Gekko
(4261) Gekko es un asteroide perteneciente al cinturón de asteroides, descubierto el 28 de enero de 1989 por Yoshiaki Oshima desde el Observatorio Gekko, Kannami, Japón.

## Designación y nombre
Designado provisionalmente como 1989 BJ. Fue nombrado Gekko en homenaje al observatorio “Gekko” desde el que fue descubierto el asteroide, traducido del japonés significa “luz de Luna”.